# Kanton Blois-1
Der Kanton Blois-1 ist seit 1973 ein französischer Wahlkreis im Arrondissement Blois, im Département Loir-et-Cher und in der Region Centre-Val de Loire. Der offizielle Name gemäß INSEE ist Blois 1(er) Canton. 
Der Kanton besteht aus einem Teil der Stadt Blois.
Bis zur landesweiten Neuordnung der französischen Kantone im März 2015 gehörten zum Kanton Blois-1 die fünf Gemeinden Blois (teilweise), La Chaussée-Saint-Victor, Saint-Denis-sur-Loire, Villebarou und Villerbon. Er besaß vor 2015 einen anderen INSEE-Code als heute, nämlich 4101.